# فرودگاه توتنهام/رونان
فرودگاه توتنهام/رونان (به انگلیسی: Tottenham/Ronan Aerodrome) یک فرودگاه خصوصی است . این فرودگاه در کشور کانادا قرار دارد و در ارتفاع ۲۵۱ متری از سطح دریا واقع شده است.